# Vitrektomi
Vitrektomi är ett kirurgiskt ingrepp där man tar bort glaskroppen (lat. corpus vitreum) i ögat.
Indikationer för vitrektomi är till exempel komplicerad amotio (näthinneavlossning), blödningar i glaskroppen på grund av diabetes eller trauma, då linsen luxerat (tryckts ur sin position i främre delen av ögat), uttalade och symtomatiska glaskroppsgrumlingar, vid endoftalmit eller vid maculakirurgi.